# Julian Steward
Julian Haynes Steward (31 de gener de 1902 - 6 de febrer de 1972) va ser un antropòleg estatunidenc creador de la teoria de l'evolució cultural.
Nasqué a Washington, DC sense mostrar un interès especial per l'antropologia fins que quan tenia setze anys es va inscriure en el Deep Springs College de Sierra Nevada (Estats Units) entitat encarregada de formar als nous polítics. En aquest ambient va entrar en contacte amb les tribus indígenes xoixon i Paiute i van despertar el seu interès per l'antropologia. Va iniciar els estudis d'antropologia a Berkeley l'any 1925. i es va graduar el 1929 amb un estudi sobre els pallassos cerimonials entre els indis americans.
El 1935 Steward entrà a participar en el Bureau of Indian Affairs on va aconseguir reformes importants per aquesta comunitat i va fer treballs d'arqueologia a Nord-amèrica i Sud-amèrica (projecte La vall del Viru al Perú).
Va estudiar la teoria de l'evolució (neoevolucionisme) sota el model d'ecologia cultural i d'una evolució multilineal. La seva influència va ser molt important en l'obra d'Eric Wolf i en la de l'antropòleg eivissenc Àngel Palerm i Vich.